# Los Menucos Airport
Los Menucos Airport är en flygplats i Argentina.   Den ligger i provinsen Río Negro, i den södra delen av landet, 1 100 km sydväst om huvudstaden Buenos Aires. Los Menucos Airport ligger 781 meter över havet.
Terrängen runt Los Menucos Airport är huvudsakligen platt, men åt sydväst är den kuperad. Los Menucos Airport ligger nere i en dal. Trakten runt Los Menucos Airport är nära nog obefolkad, med mindre än två invånare per kvadratkilometer.. Närmaste större samhälle är Los Menucos, 3,1 km söder om Los Menucos Airport.
Omgivningarna runt Los Menucos Airport är i huvudsak ett öppet busklandskap.